# كلان ظهور
كلان ظهور (بالفارسية: کلان‌ظهور) هي منطقة سكنية تقع في قسم دلغان الريفي (مقاطعة دلغان) في إيران. يقدر عدد سكانها بـ 901 نسمة .